# Carnifex plombé
Micrastur plumbeus
Espèce
Statut de conservation UICN

 VU A2c+3c+4c : Vulnérable
Le Carnifex plombé (Micrastur plumbeus) est une espèce d'oiseaux de la famille des Falconidae.

## Répartition
Cette espèce vit dans le sud-ouest de la Colombie et dans le nord-ouest de l'Équateur.